# Gylle
Gylle er en flydende staldgødning, som opstår, når kreaturer og/eller svin går på spaltegulve, der tillader både ajle (urin) og møg (blanding af fast afføring og strøelse) at falde ned i et opsamlingssystem. Det sparer meget arbejde at samle dyrenes affald som gylle, og desuden bevares det meste af gødningsindholdet i materialet – i hvert fald indtil det bliver spredt på marken. Fra møget kommer et indhold af kalium, fosfor og magnesium, og fra urinen stammer gyllens høje indhold af kvælstof (her i form af den stinkende luftart ammoniak).

## Metoder til bortskaffelse af gylle
- Udvindelse af biogas, som efterlader et afgasset gylleprodukt, der ved udbringning på marken lugter langt mindre end uafgasset gylle.
- Kompostering
- Tørring
- Blanding med tørre stoffer, så produktet kan sælges som naturgødning
- Udbringning på marken med gylleudlæggere, der udlægger gyllen direkte på jorden gennem slanger, i modsætning til tidligere, hvor man spredte gyllen gennem luften. I dag nedfældes gyllen dog ofte med såkaldte gyllenedfældere, således at gyllen dækkes helt eller delvist af jord i forbindelse med udbringningen. Derved reduceres kvælstoftabet i form af ammoniakfordampning markant, og lugtgenerne ligeså. Størrelsesordenen kan være 50 tons per hektar.[1]